# The French Laundry
The French Laundry ist ein mehrfach ausgezeichnetes amerikanisches Restaurant. Das 1978 von Sally Schmitt gegründete Lokal liegt in Yountville im Napa Valley. Seit 1994 ist Thomas Keller Besitzer und Chef de Cuisine. Das Restaurant serviert amerikanisches Essen mit französischem Einschlag.
Das Gebäude liegt an der Washington Street. Auf der gegenüberliegenden Seite, zwischen Washington Street und St. Helena Highway, liegt der Küchen- und Blumengarten des Restaurants.

## Gebäude
Das Restaurant befindet sich in einem seit 1978 im National Register of Historic Places eingetragenen Gebäude, dessen Namen es auch übernahm. Das Gebäude wurde um 1900 von dem schottischen Einwanderer Alexander Gus Clark gebaut, der sich dabei an den handwerklichen Traditionen seines Herkunftslandes orientiert und die lokalen Baumaterialien verwendet hatte. Der Gebäudestil ist jedoch von der Herkunft des ersten Besitzers geprägt, Peter (Pierre) Guillaume, der aus den spanischen Pyrenäen kam. 
Ursprünglich diente das Gebäude als ein Saloon. Der Eagle Saloon wurde 1907 von einem Verwandten Guillaumes gekauft. John B. Lande aus den französischen Pyrenäen war eigentlich Metzger, kaufte jedoch das Inventar einer Dampfwäscherei Yountvilles und etablierte zusammen mit seiner Frau eine Dampfwäscherei im Erdgeschoss des ehemaligen Saloons. Die Familie lebte im ersten Stock des Gebäudes. 1936 verkaufte die Familie das Haus, das daraufhin zu einem Wohnhaus wurde, das oft den Besitzer wechselte.

## Auszeichnungen
- 2002 wurde es als drittbestes Restaurant auf The World’s 50 Best Restaurants gelistet.
- 2003 und 2004 führte es die Liste an.[3]
- 2007 wurde das Restaurant vom Guide Michelin mit drei Sternen bewertet, die es seitdem hält.[4]

## Galerie

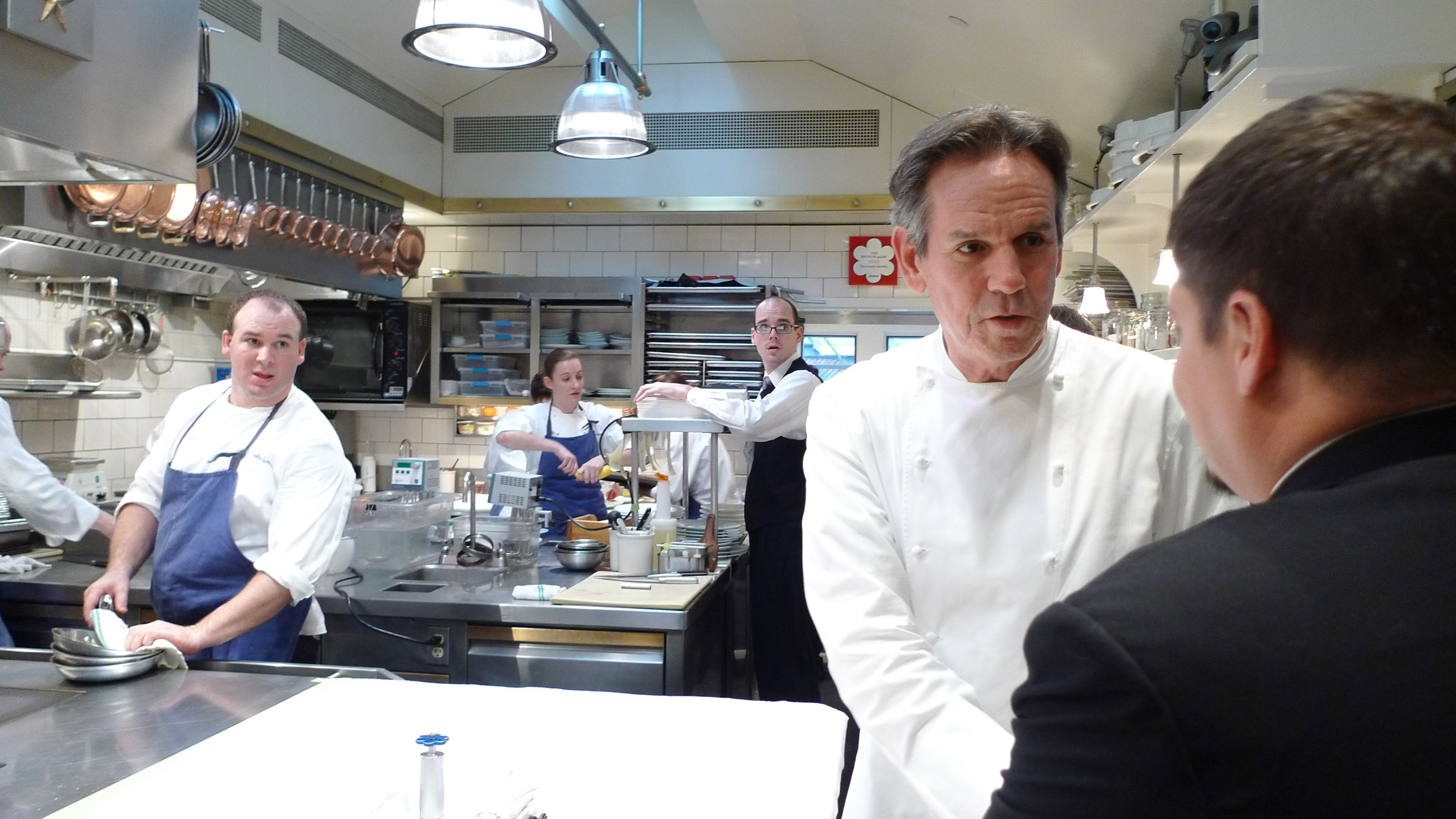
Thomas Keller in der Küche
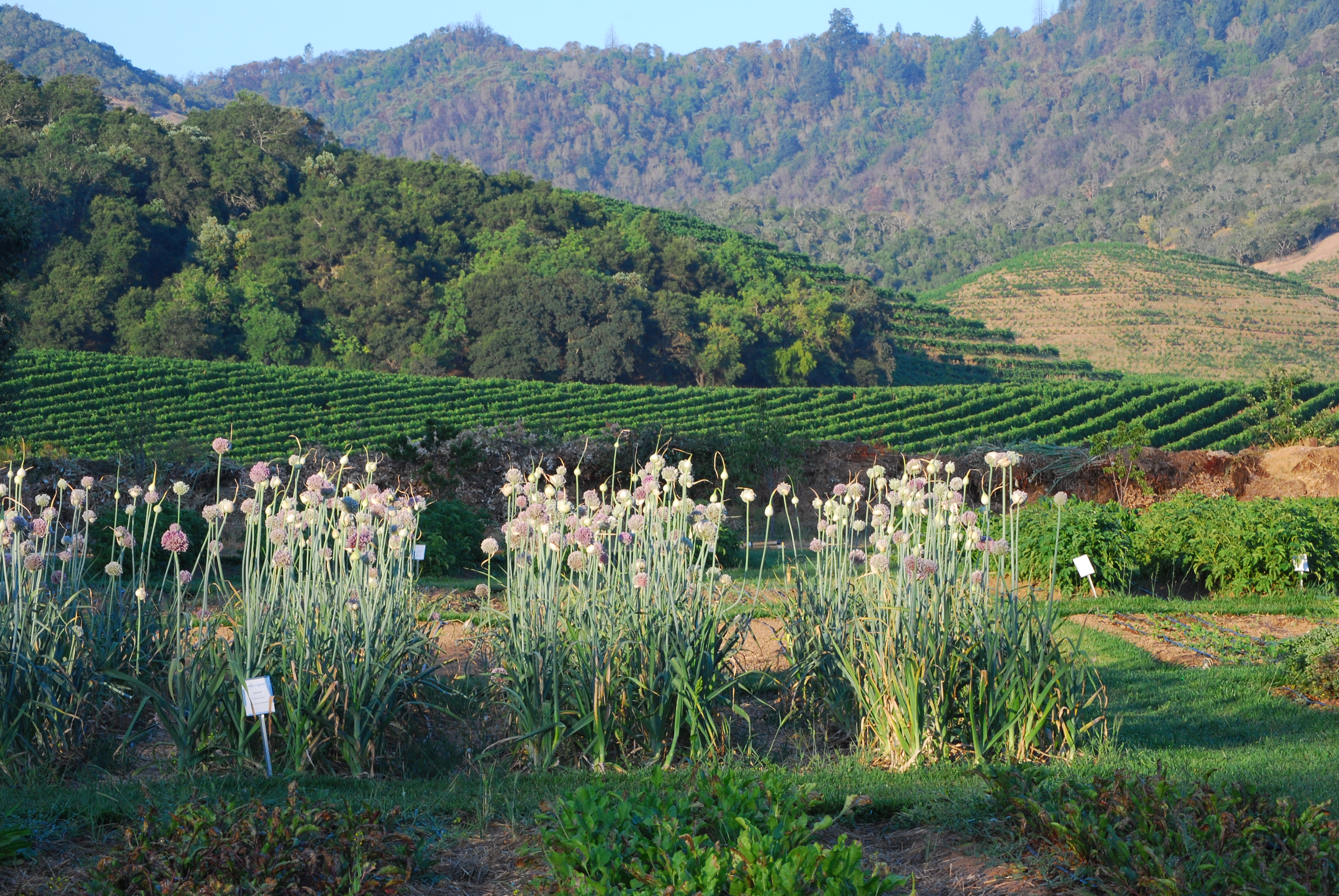
Der angrenzende Garten
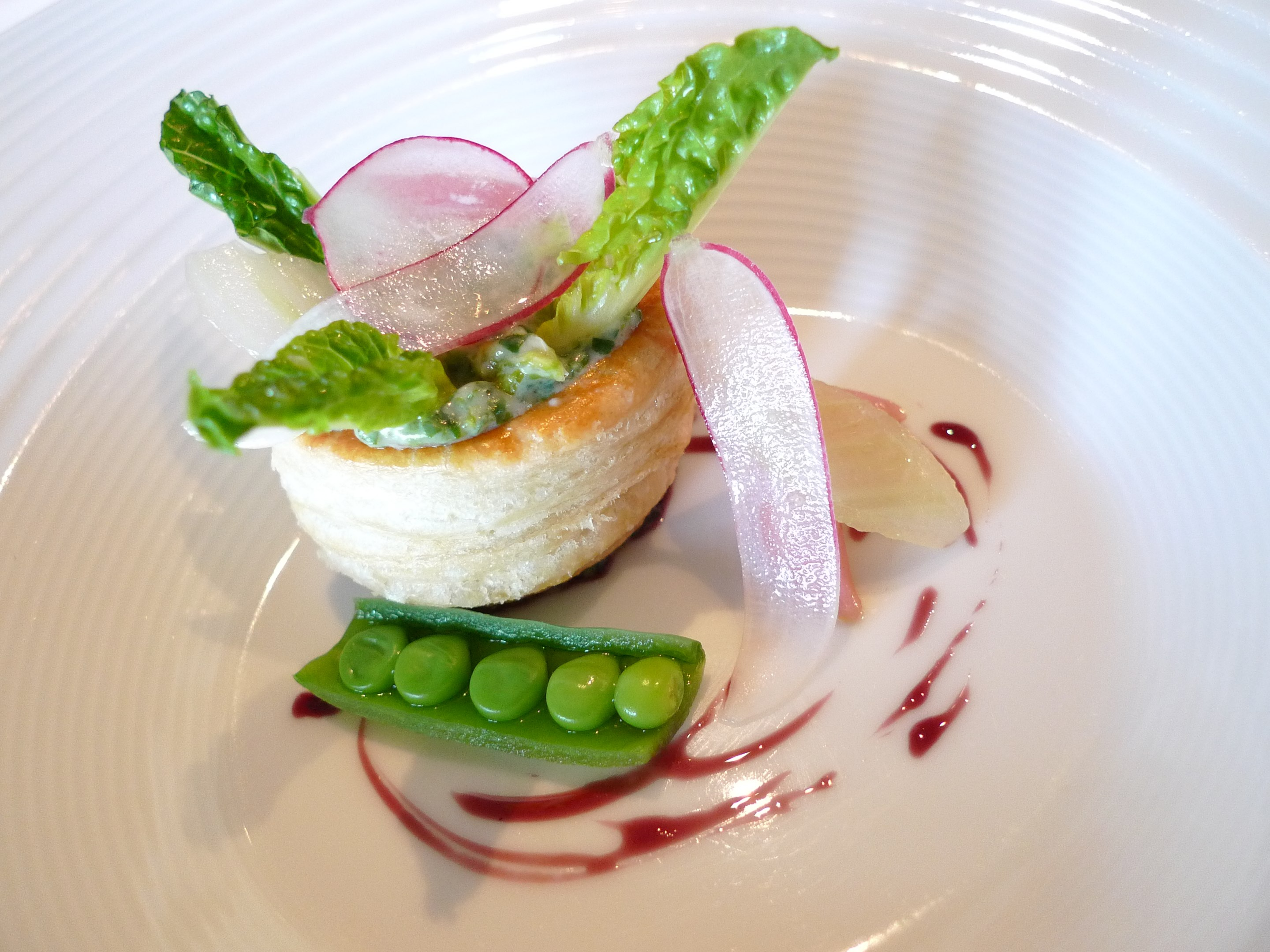
Vol-au-vent mit Herbstgemüse
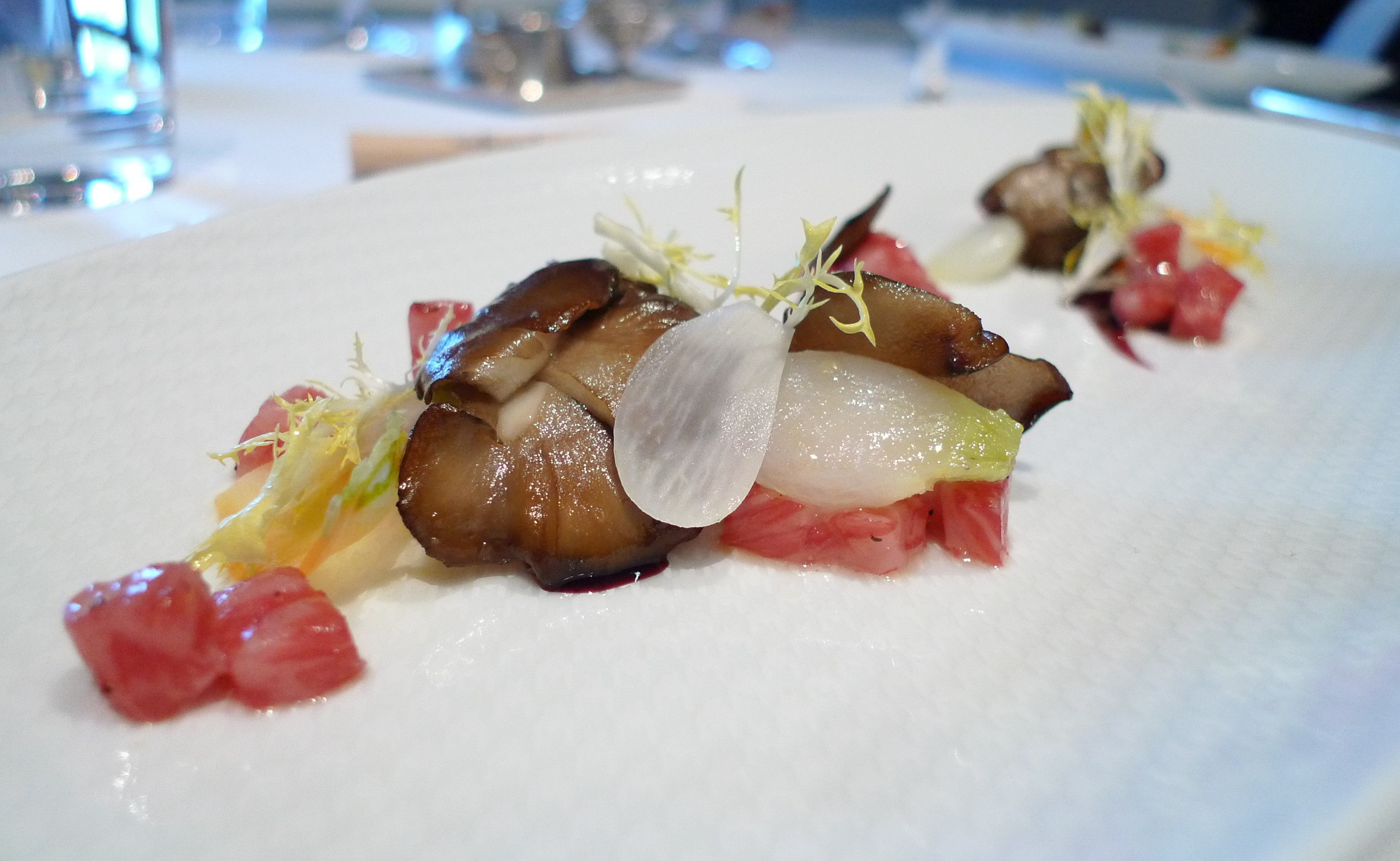
Tatar aus japanischem Rindfleisch
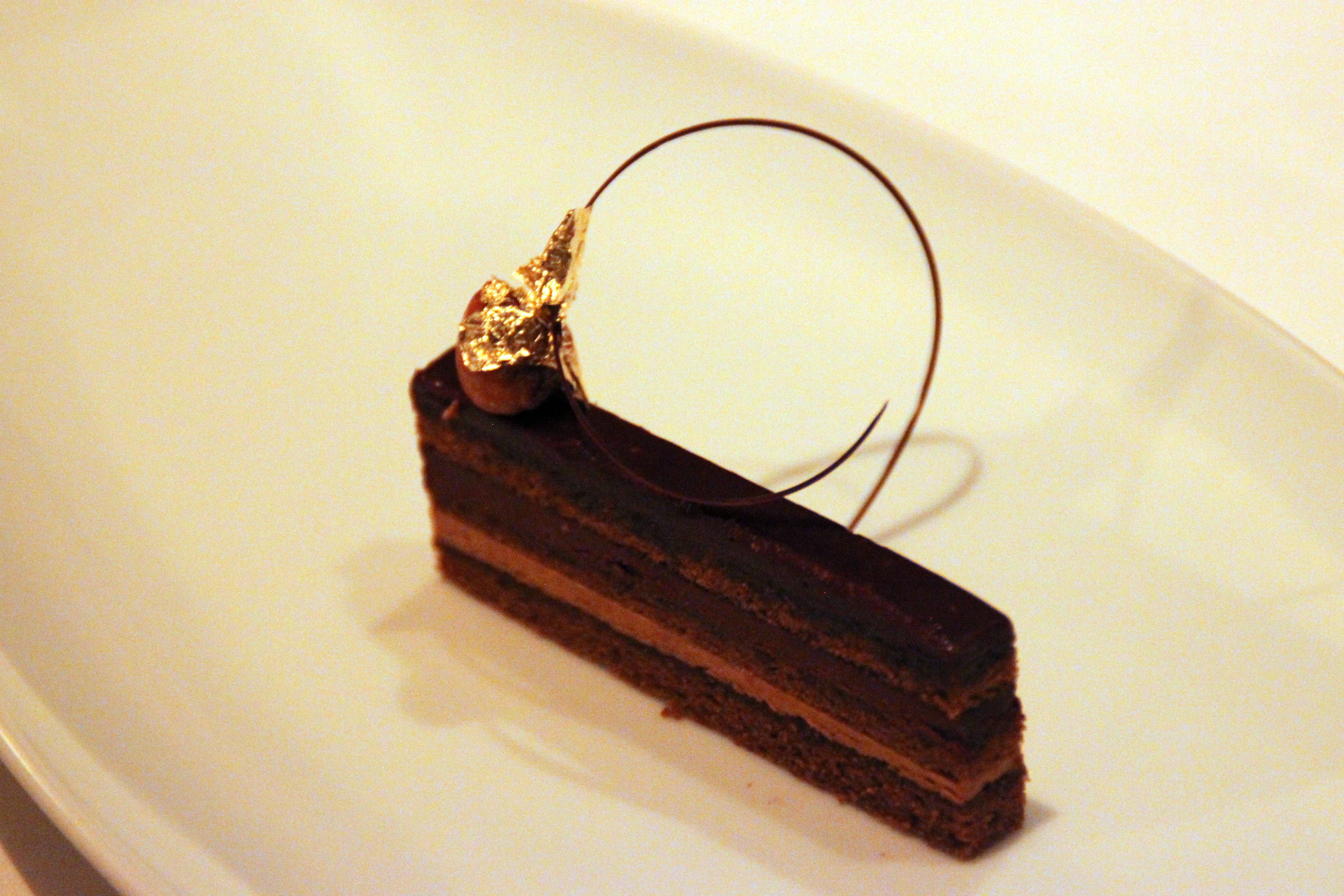
Dessert